# Amphilectus fleecei
Amphilectus fleecei is een sponssoort in de taxonomische indeling van de gewone sponzen (Demospongiae). Het lichaam van de spons bestaat uit kiezelnaalden en sponginevezels, en is in staat om veel water op te nemen.
De spons behoort tot het geslacht Amphilectus en behoort tot de familie Esperiopsidae. De wetenschappelijke naam van de soort werd voor het eerst geldig gepubliceerd in 2011 door Goodwin, Jones, Neely & Brickle.